# Pristimantis erythros
Pristimantis erythros é uma espécie de anfíbio da família Craugastoridae, sendo encontrada no Parque Nacional de Cajas, na paróquia de Chiquintad, no Equador.
Suas características marcantes são a sua coloração vermelha escarlate, que a diferencia de todas as espécies do gênero Pristimantis, e a presença de glândulas parotóides sobre o músculos do trapézio e supraescapular. Possui comprimento médio de 38 a 42 milímetros nas fêmeas e 37 milímetros nos machos. Possui desenvolvimento direto, assim como todas as espécies do seu gênero, não possuindo fase larval aquática.
Foi descrita no dia 20 de abril de 2018, na revista científica ZooKeys, por um grupo de seis pesquisadores. Seu epíteto específico deriva da palavra grega ἐρυθρός (erythros), que significa vermelho, uma alusão a sua coloração única. Ainda não foi catalogada pela União Internacional para a Conservação da Natureza, porém devido ao fato de estar perdendo habitat e ocupar uma área menor que um quilômetro quadrado, os pesquisadores a classificam como espécie criticamente em perigo.

## Taxonomia
A espécie foi descrita no dia 20 de abril de 2018, na revista científica ZooKeys, pelos pesquisadores Juan C. Sánchez-Nivicela, Elvis Celi-Piedra, Valentina Posse-Sarmiento, Verónica L. Urgilés, Mario Yánez-Muñoz e Diego F. Cisneros-Heredia. Foi descoberta como pertencente ao gênero Pristimantis, entretanto, não foi possível lhe separar em nenhum clado específico, tendo como espécie mais próxima filogeneticamente a P. orcesi. É diferenciada de qualquer espécie do gênero devido ao vermelho escarlate de sua coloração e pela presença de macroglândulas cutâneas na região supraescapular. Seu holótipo foi encontrado na paróquia de Chiquintad, na província de Azuay, no Equador, numa altitude de 3 449 metros, em outubro de 2014, se tratando de uma fêmea adulta. Os parátipos também foram encontrados no mesmo local, entre outubro e novembro de 2014, sendo machos, fêmeas e jovens.
Seu epíteto específico deriva da palavra grega ἐρυθρός (erythros), que significa vermelho, uma alusão a cor da sua pele, que permite que ela seja distinguida de outras espécies.

## Distribuição e conservação
O único local onde há registros de observação da espécie é o Parque Nacional de Cajas, mais precisamente na paróquia de Chiquintad. O bioma do local é o páramo, onde estão presentes gramados e arbustos. Todos os indivíduos encontrados até agora foram vistos em bromélias terrestres (Puya hamata) e gramíneas (Neurolepis villosa), próximos a pequenos córregos.
O parque onde ela é endêmica aparenta estar bem conservado, porém devido a pressão humana, a troca da cobertura vegetal, o uso antropológico do terreno e a ausência de proteção nas regiões de entorno, ela está sofrendo a perda de seu habitat, que atualmente corresponde a uma área menor que um quilômetro quadrado. Devido a isso, os seus descobridores a classificam como espécie criticamente em perigo (CR). Seu estado de conservação ainda não foi avaliado pela União Internacional para a Conservação da Natureza (IUCN).

## Descrição e comportamento
Seu comprimento médio varia entre 38,8 e 42,6 milímetros nas fêmeas e 36,7 e 37 nos machos. Sua cabeça é larga quanto o corpo, porém corresponde a apenas 8% do seu comprimento, seu focinho é curto e arredondado quando visto pela lateral e pelo dorso, seu canthus rostralis é arredondado, a região loreal é concava e suas narinas são protuberantes, com a região interorbital plana. Suas glândulas parotóides cobrem 65% do músculo dorsal supraescapular e mais de um quarto do trapézio. Sua membrana timpânica é distinguível dos tecidos adjacentes, sendo envolvida por aproximadamente um terço do anel timpânico e correspondendo a 52% do diâmetro do olho. Sua coana é larga e arredondada, com a língua sendo larga e comprida, sendo que 25% dela está presa na boca. Não existem protuberâncias no seu dorso e seu ventre é areolado.
Seu dorso e ventre são vermelho escuro, com as patas e os membros possuindo um tom mais claro e com os dedos possuindo uma coloração roseada. Sua íris é marrom escura, com manchas douradas.
Assim como todas as espécies de seu gênero, possui desenvolvimento direto, sem fase larval aquática e com os ovos sendo depositados no chão da floresta, podendo viver sem precisar de corpos d'água. Os indivíduos vocalizam duas vezes por dia, das 8 às 11 horas e das 17 e às 19 horas no horário local. Seu período de maior atividade é entre o crepúsculo e as 21 horas, e a partir disso, os indivíduos tendem a ficar menos ativos.